# روبرت ل جيبسون
روبرت ل جيبسون (بالإنجليزية: Robert L. Gibson)‏ (و. 1946 – م) هو ضابط، ورائد فضاء، وطيار من الولايات المتحدة الأمريكية . ولد في لونغ بيتش، كاليفورنيا .تولى منصب Chief of the Astronaut Office (8 ديسمبر 1992–6 سبتمبر 1994) .

## ريادة الفضاء
شارك في المهمات الفضائية:
- STS-41-B
- STS-47
- STS-27
- رحلة الفضاء STS-61-C
- STS-71.

## الخدمة العسكرية
خدم في بحرية الولايات المتحدة.

## جوائز
حصل على جوائز منها:
- جائزة الشجاعة طيران
- وسام الجو.